# ألان ونايت
ألان ونايت (بالإنجليزية: Alan Knight)‏ هو مؤرخ بريطاني، ولد في 6 نوفمبر 1946.